# Narodowy Komitet na rzecz Przywrócenia Demokracji i Państwa
Narodowy Komitet na rzecz Przywrócenia Demokracji i Państwa (fr. Comité National pour le Redressement de la Démocratie et la Restauration de l’État, CNRDR) – organ wykonawczy uformowany w Mali 21 marca 2012 po dokonanym przez wojskowych zamachu stanu; de facto junta wojskowa. Przewodniczącym Komitetu, który objął w kraju realną władzę został Amadou Sanogo. Powołanie Komitetu zostało ogłoszone podczas transmisji w telewizji państwowej 22 marca 2012. 6 kwietnia 2012 dowódca junty wojskowej pod naciskiem areny międzynarodowej przekazał władzę w ręce cywilne.
W skład Komitetu wchodziło początkowo co najmniej 15 wojskowych. Na czele stał kapitan Amadou Sanogo, natomiast rzecznikiem Komitetu został Amadou Konare. 27 marca 2012 Sanogo odczytał nową konstytucję. W myśl nowej ustawy zasadniczej, szefem państwa pozostawał przewodniczący Narodowego Komitetu na rzecz Przywrócenia Demokracji i Państwa (CNRDR), Amadou Sanogo, do którego należało prawo mianowana szefa i członków rządu. W skład CNRDR miało wchodzić 41 członków, w tym 26 wojskowych i 15 cywilnych. Komitet miał pełnić władzę do czasu organizacji wyborów prezydenckich i parlamentarnych. Ich data nie została określona. Członkowie Komitetu nie mogli brać udziału w wyborach.
Jednakże kapitan Sanogo 6 kwietnia 2012 podpisał porozumienie o przekazaniu władzy w ręce cywilnego rządu. Miało na to wpływ restrykcje gospodarcze ze strony Wspólnoty Gospodarczej Państw Afryki Zachodniej (ECOWAS) i zajęcie przez tuareskich rebeliantów Azawadu i proklamację jego niepodległości. Porozumienie przewidywało powołanie na stanowisko tymczasowego szefa państwa Dioncoundy Traoré, przewodniczącego Zgromadzenia Narodowego, który zgodnie z konstytucją obejmował urząd w przypadku opróżnienia stanowiska prezydenta. Został on zaprzysiężony 12 kwietnia 2012. 17 kwietnia 2012 nowym premierem rządu tymczasowego został mianowany Cheick Modibo Diarra.